# كريستينا بيدرسن
كريستينا بيدرسن (بالدنماركية: Christinna Pedersen)‏ (ولدت في 12 ماي 1986) هي لاعبة كرة ريشة دولية محترفة دنماركية.

## المسيرة الرياضية
أسلوب لعب بيدرسن هو اختصاص الثنائي الأيمن.
لعبت بيدرسن كثنائي مختلط منذ عام 2008 مع يواخيم فيشر نيلسن. حصل الثنائي على لقبين أوروبيين في الثنائي المختلط، وفازتا بالبرونزية في بطولة العالم في حيدر أباد 2009 وفي بطولة العالم 2014، وجَاءَتَا في المركز الثالث في الألعاب الأولمبية الصيفية 2012. كما فازتا بما مجموعه ثلاثة نهائيات عالمية من سوبر سوبرسيرييس وعشرة ألقاب سوبرسيرييس، وحصلتا على المرتبة الأولى في التصنيف العالمي في قمة مشوارهما الرياضي.
في ثنائي السيدات، تشاركت بيدرسن بين عامي 2010 و2018 مع كاميلا ريتر يول. بينما ركزت كلا الرياضيتين أيضا على التنافس مع شركائهم في الثنائي المختلط، في عام 2016 غيرت يول لتتنافس حصرا في الثنائي للسيدات. فاز الثنائي بميدالية فضية في بطولة العالم عام 2015، وميدالية برونزية في بطولة غوانزو العالمية عام 2013 وبطولة العالم عام 2016. فازت كل من ريتر يول وبيدرسن بأربعة ألقاب ثنائي للسيدات في البطولات الأوروبية، ونهائي واحد في بطولة سوبرسيرييس العالمية، وخمسة ألقاب سوبر سوبرسيرييس، وحصلتا على المرتبة ال2 في التصنيف العالمي في قمة مشوارهما الرياضي كما فاز هذا الثنائي بميدالية فضية في أولمبياد ريو 2016، وبذلك أصبحا أول ثنائي أوروبي يتنافس في نهائي ثنائي للسيدات في الأولمبياد. تعتبر بيدرسن اللاعب أو الاعبة الدنماركي الوحيد لكرة الريشة الذي فاز بميداليتين أولمبييتين.
مثلت بيدرسن فريق سكوفشوفيد في دوري كرة الريشة الدنماركي وتعيش في كوبنهاغن مع شريكتها كاميلا ريتر يول، حيث تتدرب مع المنتخب الوطني. خارج ملعب كرة الريشة، حصلت بيدرسن على شهادة تسمح لها بالتدريس كمعلمة في الرياضيات، التاريخ، وتكنولوجيا الطعام.

## الحياة الخاصة
بيدرسن مثلية الجنس بشكل علني.
كتبت بيدرسن وشريكتها ريتر يولل سيرة ذاتية بمساعدة من الصحفي راسموس م. بي، بعنوان الشراكة الفريدة (بالدنماركية: Det Unikke Makkerskab)‏ في الدنمارك في أكتوبر 2017. في الكتاب، لا يخبر الشريكتان فقط عن حياتهما كلاعبتي كرة الريشة الدولي، بل أيضا عن حياتهما معا خارج الملعب، كونهما في علاقة غرامية منذ عام 2009.

## روابط خارجية
- كريستينا بيدرسن على موقع BWF.tournamentsoftware.com (الإنجليزية)
- كريستينا بيدرسن على موقع BWFbadminton.com (الإنجليزية)
- كريستينا بيدرسن على موقع اللجنة الأولمبية الدولية (الإنجليزية)
- كريستينا بيدرسن على موقع أوليمبيديا (الإنجليزية)